# Podpredsednik Državnega sveta Republike Slovenije
Podpredsednik Državnega sveta Republike Slovenije pomaga predsedniku pri pripravljanju in vodenju sej ter ga nadomešča v primeru zadržanosti. Med predsednikom in podpredsednikom lahko pride do delitve dela, saj lahko slednji v dogovoru s predsednikom Državnega sveta opravlja posamezne zadeve z delovnega področja predsednika.